# زیردریایی هسته‌ای

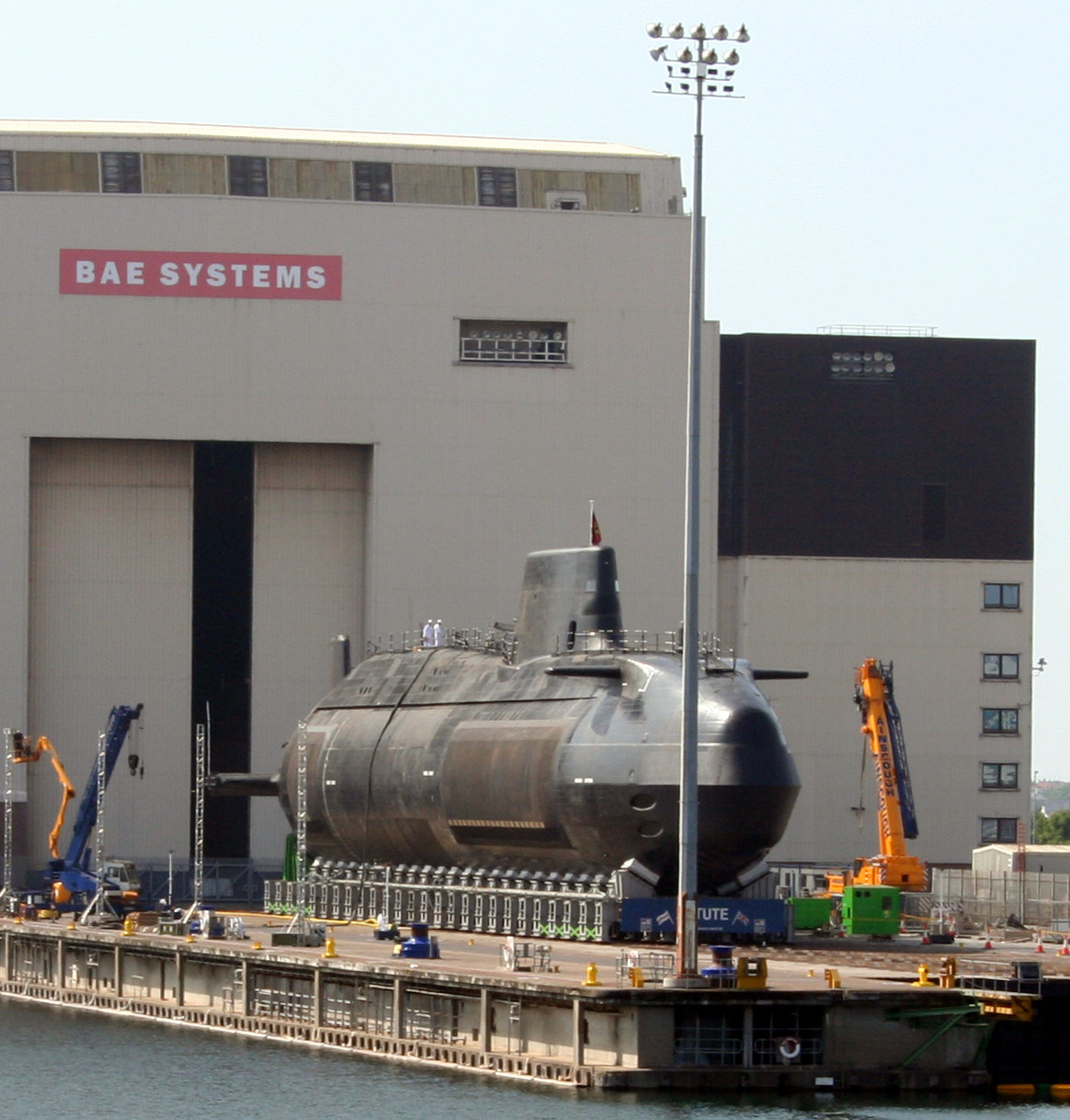
HMS Astute یکی از بزرگترین زیردریایی‌های اتمی جهان متعلق به نیروی دریایی سلطنتی بریتانیا

زیردریایی هسته‌ای، گونه‌ای زیردریایی است که نیروی پیشرانه آن را یک نیروگاه هسته‌ای تولید می‌کند. این زیردریایی‌ها معمولاً به موشک‌های تهاجمی بالستیک و کروز با کلاهک هسته‌ای مجهز می‌شوند و از مهمترین ابزارهای بازدارندگی هسته‌ای به‌شمار می‌روند. پنهان بودن تقریباً کامل این زیردریایی‌ها از دید دشمن باعث می‌شود تا از هرگونه حمله پیش‌دستانه در امان باشند و اصل «نابودی متقابل» در صورت آغاز جنگ هسته‌ای را تضمین کنند.
مهمترین سودمندی این زیردریایی‌ها نسبت به زیردریایی‌های متعارف دیزلی-الکتریکی این است که چون انرژی هسته‌ای نیازی به هوا ندارد دیگر لازم نیست زیردریایی برای هواگیری به روی آب بیاید. همچنین نیروگاه هسته‌ای این زیردریایی‌ها برای سال‌ها و گاهی تا پایان عمر خود نیازی به سوخت‌گیری دوباره ندارند. این باعث می‌شود تا این زیردریایی‌ها قادر باشند برای زمان بسیار طولانی در درون آب مانده و این‌گونه خود را از دید دشمن پنهان نگاه دارند. با این حال هزینه بسیار بالای فناوری هسته‌ای باعث شده تا تنها شش کشور ایالات متحده آمریکا، روسیه، بریتانیا، فرانسه، چین و هند این زیردریایی‌ها را در نیروی دریایی خود به‌کار گیرند.